# Gültzsee
Der Gültzsee liegt etwa neun Kilometer südöstlich von Krakow am See im äußersten Süden des Landkreises Rostock südöstlich des Krakower Sees. Das Gewässer ist ungefähr 1500 Meter lang und bis zu 550 Meter breit und befindet sich vollständig auf dem Gemeindegebiet Dobbin-Linstow. Der See besitzt eine wenig gegliederte Form mit einer markanten Halbinsel im Nordosten.
Die Umgebung des Sees ist vollständig bewaldet und wurde im gleichnamigen Naturschutzgebiet unter Schutz gestellt. Außerdem liegt der See im Naturpark Nossentiner/Schwinzer Heide.
Knapp anderthalb Kilometer östlich des Sees verläuft die Bundesautobahn 19.